# آرمين سهرابيان
آرمین سهرابیان (26 يوليو 1995 بجرجان في إيران - ) هو لاعب كرة قدم إيراني في مركز الدفاع.

## روابط خارجية
- آرمين سهرابيان على موقع قاعدة بيانات كرة القدم.إي يو (الإنجليزية)
- آرمين سهرابيان على موقع Soccerway.com (الإنجليزية)